# Petras Ancelis
Petras Ancelis (* 11. Juli 1950 in Zablatiškės, Rajon Zarasai, Litauische SSR) ist ein litauischer Jurist, Kriminalist, Rechtswissenschaftler und Professor für Strafverfahrensrecht.

## Leben
Von 1965 bis 1967 lernte er an der technischen Berufsschule in Troškūnai (Rajon Anykščiai) und von 1968 bis 1970 an der Mittelschule in Zarasai, 1977 absolvierte die Hochschule für Ermittlung in Volgograd (Russland). 1996 promovierte er zum Thema Ikiteisminio nusikaltimų tyrimo procesinės ir organizacinės problemos (lyginamosios teisėtyros studija).
Von 1968 bis 1970 war er Kinomechaniker der Kinodirektion Zarasai, von 1970 bis 1972 absolvierte er den Pflichtdienst in der Sowjetarmee. Ab 1977 war Ermittler beim Innenministerium Litauens, ab 1992 Hochschullehrer an der Litauischen Polizeiakademie (Lietuvos policijos akademija) (bis 2000, Lietuvos teisės akademija), ab 1998 als Dekan der Polizeifakultät, ab 2008 Professor, Leiter des Lehrstuhls für Kriminalistik.